# Сибирский панк
Сибирский панк (или сибирский панк-рок, сокращённо — сибпанк, также имеет наименование сибирский андеграунд) — музыкально-поэтическое движение, сложившееся в 1980-х в различных городах Сибири, таких, как Омск, Новосибирск и Тюмень. Неофициальным основателем данного жанра является Егор Летов. Сибирский панк представлял собой круг андеграундных музыкантов, которых связывали не только географическая близость и личные контакты, но и общность эстетических идей, отличающихся от эстетики рок-музыки, формировавшейся в Москве, Ленинграде или Свердловске.

## Особенности
Сибирский панк отличают текстоцентризм (многие из музыкантов этого круга воспринимаются как поэты специфической оригинальной традиции), пренебрежительное отношение к внешней атрибутике панк-рока и его карнавальной эстетике, на смену которой пришла эстетика юродства, радикальный антитоталитаризм и философская направленность, в музыкальном плане — зачастую «грязный», шумовой звук. К концу 1980-х годов характерной чертой сибирского панка стала также открытость русскому фольклору, некоторое «почвенничество».
Илья Кукулин, рассматривая сибирский панк как направление рок-поэзии, называет важнейшей его особенностью новое отношение к культурной традиции. Поэты и музыканты этого направления парадоксалистски используют цитаты и аллюзии, переосмысливают их, заставляя звучать в непривычном контексте. Существуя в мифологической среде русского и советского фольклора, сибирский панк «переприсваивает» традицию, «„сдвинутая“ мифологема становится способом задать личный, экзистенциальный вопрос миру».

## Возникновение

Егор Летов (2000 г.), Роман Неумоев и Олег Судаков (2009)

Ключевой фигурой, человеком, повлиявшим на появление сибирского панка как движения стал омский музыкант Егор Летов, которого называли «голосом поколения». Он так или иначе участвовал в записи большинства сибирских рок-групп того периода (за исключением не относящейся к сибирскому панку группы «Калинов мост»). Участниками созданной им в середине 1980-х группы «Гражданская оборона» было образовано большое количество сайд-проектов («Коммунизм», проекты Олега «Манагера» Судакова, Константина «Кузи УО» Рябинова и т. д.).

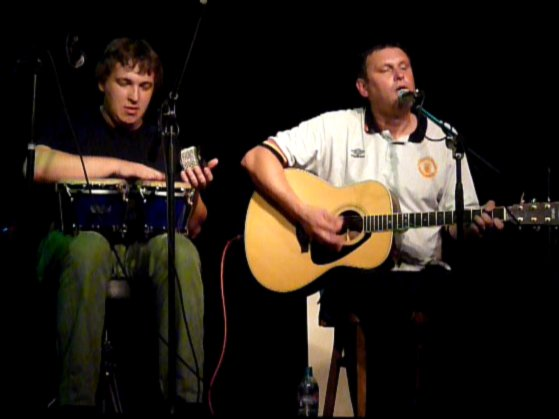
Чёрный Лукич. Концерт в клубе Билингва, 2009 год

 Другим известным рок-поэтом, стоящим у истоков сибирского панка, стал Роман Неумоев, чья группа «Инструкция по выживанию» дала первый концерт в 1986 году в Тюмени в рок-клубе, который организовал Мирослав Немиров. Из общества, возникшего вокруг Тюменского рок-клуба, впоследствии вышел ряд проектов, среди которых наибольшую известность получила группа «Чернозём». На новосибирской рок-сцене были заметны такие группы, как «Бомж» и «Путти». В Новосибирске начал свою творческую деятельность и Вадим Кузьмин («Чёрный Лукич»). Ярким представителем сибирского панк-рока была Янка Дягилева, со смертью которой в 1991 году писатель и кинематографист Владимир Козлов связывает конец сибирского панка как целостного культурного явления (а за год до этого Летов распустил «Гражданскую оборону»).
В Барнауле в самом начале 1990-х годов была образована группа «Тёплая трасса», совмещающая сибирский панк с христианской тематикой лирики. В это же время в Барнауле начал творческую деятельность Александр Подорожный, по собственному определению, играющий языческий и шаманский сибирский панк.
В 1991 году в Тюмени появилась новая группа «Мёртвый ты», организованная Дмитрием Колоковым и Вадимом Зуевым, музыкантами оригинального состава «Чернозёма». В 1993 году — группа «Последний патрон», записавшая всего один альбом, и в 1997 году перезаписавшая его. В группе приняли участие музыканты, известные по другим сибирским проектам: Евгений Кокорин, Игорь Жевтун, Дмитрий Колоколов и др., в коллаборации с тюменским поэтом Владимиром Богомяковым. К концу десятилетия на домашней студии Егора Летова был записан сольный альбом Евгения Пьянова «Махно».
Несколько особняком от других групп стоит «Кооператив Ништяк», начинавший с гаражного рока, но в дальнейшем успевший поработать во множестве направлений, в том числе далёких от панк-рока.

## Наследие и влияние

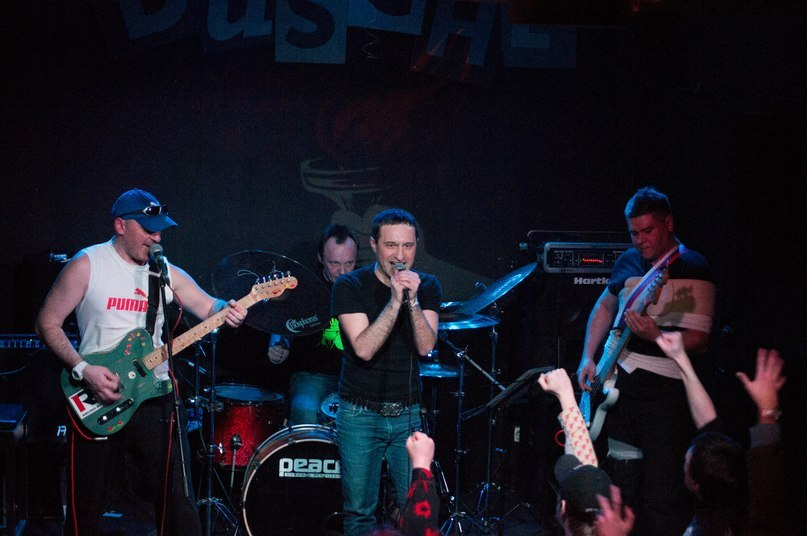
Выступление группы Красные Звёзды

В начале девяностых годов сибирский панк оказал сильное влияние на ряд коллективов из разных городов России и стран СНГ. В 1993 году Егор Летов вступил в Национал-большевистскую партию, став обладателем партбилета № 4, что повлияло на создание так называемой «коньковской формации» (названной в честь московского района Коньково), участниками которой были группы «Соломенные еноты», «Банда четырёх» и ещё несколько коллективов. В других городах на эстетику сибирского панка ориентировались как минимум на начальном этапе существования такие исполнители и группы, как Александр Непомнящий (Иваново), «Красные Звёзды» (Минск), «Адаптация» (Актобе) и многие другие.
В 1994 году было создано музыкальное движение «Русский прорыв», в рамках которого в странах бывшего СССР проходили совместные концерты групп «Гражданская оборона», «Инструкция по выживанию» и «Родина».
В тот же период в Улан-Удэ была создана хардкор-панк-группа «Оргазм Нострадамуса», которая отмечалась большей агрессивностью материала и уклоном в гротеск. Коллектив считается одной из последних групп сибирского панка.
Позднее Мирослав Немиров начал писать «Большую тюменскую энциклопедию», придумав отдельный культурный термин — «тюменщики», которым Немиров называл представителей сибирского андеграунда, так или иначе связанных с рок-культурой в Тюмени и тюменской культурой в целом. Первыми к движению «тюменщиков» Немиров приписал писателя Мирослава Бакулина, поэта Владимира Богомякова и музыкантов группы «Инструкция по выживанию».
С 2007 по 2013 годы в Москве проходил музыкальный фестиваль «Вечная весна», ориентированный на традиции сибирского панка.